# Christoph Niemand
Christoph Niemand (* 22. Januar 1959 in Linz) ist ein österreichischer römisch-katholischer Theologe.

## Leben
Niemand studierte von 1978 bis 1983 Philosophie und Theologie an der Päpstlichen Hochschule Sant’Anselmo in Rom. Seit 1995 ist Niemand Professor für neutestamentliche Bibelwissenschaft an der Katholischen Privat-Universität Linz. 2011 unterzeichnete Niemand das Memorandum Kirche 2011: Ein notwendiger Aufbruch. Er ist verheiratet und hat zwei Kinder.
Mit 1. Juli 2020 wurde er als Nachfolger von Franz Gruber Rektor der Katholischen Privat-Universität Linz. Mit 1. Oktober 2024 soll ihm Michael Fuchs in diesem Amt nachfolgen.

## Werke (Auswahl)
- Studien zu den Minor Agreements der synoptischen Verklärungsperikopen. Eine Untersuchung der literarkritischen Relevanz der gemeinsamen Abweichungen des Matthäus und Lukas von Markus 9,2-10 für die synoptische Frage, (EH, 23/352), Frankfurt-Bern-New York-Paris 1989
- Die Fußwaschungserzählung des Johannesevangeliums. Untersuchungen zu ihrer Entstehung und Überlieferung im Urchristentum, (StAns, 114), Rom 1993
- Forschungen zum Neuen Testament und seiner Umwelt, Lang, Frankfurt am Main 2002
- Jesus und sein Weg zum Kreuz. Ein historisch-rekonstruktives und theologisches Modellbild, Stuttgart 2007
- Geistes-Gegenwart. Vom Lesen, Denken und Sagen des Glaubens. Festschrift für P. Hofer, F. Hubmann und H. Sauer, (LPTB, 17), (gemeinschaftlich mit Franz Gruber, Ferdinand Reisinger u. a.), Frankfurt am Main 2009